# Bundesinventar der Flachmoore von nationaler Bedeutung
Im Bundesinventar der Flachmoore von nationaler Bedeutung sind die Flachmoore aufgelistet, die in der Schweiz durch Verordnung über den Schutz der Flachmoore von nationaler Bedeutung, französisch Ordonnance sur la protection des bas-marais d’importance nationale, italienisch Ordinanza sulla protezione delle paludi d’importanza nazionale vom 7. September 1994 geschützt sind. Die Verordnung stützt sich auf das Bundesgesetz vom 1. Juli 1966 über den Natur- und Heimatschutz.

## Definition
Allgemein sind Moore von Wasser geprägte Lebensräume. Unter diesen Lebensräumen gibt es auch solche, die zwar keine Moore darstellen, aber auch feuchtigkeitsgebundene Pflanzengesellschaften beherbergen wie etwa Auenwälder, Schwimmblattgesellschaften, Unterwasser- und Quellfluren. In den Mooren herrscht infolge eines erschwerten Wasserabflusses ständig oder während der meisten Zeit des Jahres ein Wasserüberschuss und Sauerstoffmangel. Letzterer führt zur Torfbildung.
Im Unterschied zu den Hochmooren stehen die Flachmoore nicht nur unter dem Einfluss von Regenwasser, sondern z. B. auch unter dem von Hangwasser, Grundwasser oder temporären Überflutungen. Die Pflanzen der Flachmoore erreichen mit ihren Wurzeln das Grund- oder Hangwasser. Dadurch werden sie etwas reichlicher mit Nährstoffen versorgt als die Torfmoose in Hochmooren. Die Vegetation ist je nach chemischen Eigenschaften des Wassers und je nach den grösseren Schwankungen des Wasserspiegels produktiver und vielfältiger als diejenige der Hochmoore.
Für die Aufnahme ins Bundesinventar der Flachmoore waren zwei Kriterien entscheidend: Erstens müssen auf einer Fläche von 20 m² mindestens 10 Flachmoorarten vorkommen oder die Deckung der Flachmoorarten muss grösser sein als diejenige der übrigen Arten. Und zweitens muss die Objektfläche mindestens 1 ha umfassen.

### Liste der Sporen- und Blütenpflanzen der Flachmoore
Flachmoor-Zeigerpflanzen (Nomenklatur nach Flora Europaea) Fährt man mit dem Kursor auf eine der gelisteten Arten, erscheint der deutsche Name und – wenn vorhanden – ein Bild.
- Achillea ptarmica
- Aconitum napellus
- Acorus calamus
- Alisma lanceolatum
- Alisma plantago-aquatica
- Allium angulosum
- Allium suaveolens
- Angelica sylvestris
- Aster bellidiastrum
- Bartsia alpina
- Bromus racemosus
- Butomus umbellatus
- Calamagrostis stricta
- Caltha palustris
- Calycocorsus stipitatus
- Cardamine palustris
- Carex acuta
- Carex acutiformis
- Carex appropinquata
- Carex atrofusca
- Carex bicolor
- Carex buxbaumii
- Carex capillaris
- Carex chordorrhiza
- Carex curta
- Carex davalliana
- Carex diandra
- Carex dioica
- Carex disticha
- Carex echinata
- Carex elata
- Carexflava
- Carex hartmanii
- Carex heleonastes
- Carex hostiana
- Carex lasiocarpa
- Carex limosa
- Carex magellanica
- Carex maritima
- Carex microglochin
- Carexnigra
- Carex panicea
- Carex paniculata
- Carex pseudocyperus
- Carex pulicaris
- Carex riparia
- Carex rostrata
- Carex tomentosa
- Carex vesicaria
- Carex vulpina
- Cicuta virosa
- Cirsium helenioides
- Cirsium oleraceum
- Cirsium palustre
- Cirsium rivulare
- Cirsium tuberosum
- Cladium mariscus
- Colchicum autumnale
- Crepis paludosa
- Dactylorhiza incarnata
- Dactylorhiza majalis
- Dactylorhiza traunsteineri
- Dianthus superbus
- Drosera anglica
- Drosera intermedia
- Drosera x obovata
- Eleocharis mamillata
- Eleocharis palustris
- Eleocharis quinqueflora
- Eleocharis uniglumis
- Epilobium hirsutum
- Epipactis palustris
- Equisetum fluviatile
- Equisetum palustre
- Eriophorum angustifolium
- Eriophorum gracile
- Eriophorum latifolium
- Eriophorum scheuchzeri
- Euphorbia palustris
- Filipendula ulmaria
- Fritillaria meleagris
- Galium boreale
- Galium palustre
- Galium uliginosum
- Genista tinctoria
- Gentiana asclepiadea
- Gentiana pneumonanthe
- Gentiana utriculosa
- Geranium palustre
- Geum rivale
- Gladiolus palustris
- Glyceria maxima
- Gymnadenia conopsea
- Hammarbya paludosa
- Hippuris vulgaris
- Hydrocotyle vulgaris
- Hypericum tetrapterum
- Inula salicina
- Iris pseudacorus
- Iris sibirica
- Juncus alpinus
- Juncus arcticus
- Juncus conglomeratus
- Juncus effusus
- Juncus filiformis
- Juncus stygius
- Juncus subnodulosus
- Juncus triglumis
- Kobresia simpliciuscula
- Laserpitium prutenicum
- Lathyrus palustris
- Lepidotis inundata
- Linum catharticum
- Liparis loeselii
- Lotus uliginosus
- Lychnis flos-cuculi
- Lycopus europaeus
- Lysimachia thyrsiflora
- Lysimachia vulgaris
- Lythrum salicaria
- Mentha aquatica
- Menyanthes trifoliata
- Minuartia stricta
- Molinia caerulea
- Myosotis laxa s. caespitosa
- Myosotis scorpioides
- Oenanthe aquatica
- Oenanthe fistulosa
- Ophioglossum vulgatum
- Parnassia palustris
- Pedicularis palustris
- Peucedanum palustre
- Phalaris arundinacea
- Phragmites australis
- Pinguicula alpina
- Pinguicula vulgaris
- Poa palustris
- Polemonium caeruleum
- Polygala amarella
- Polygonum bistorta
- Potentilla palustris
- Primula farinosa
- Ranunculus aconitifolius
- Ranunculus flammula
- Ranunculus lingua
- Rhynchospora alba
- Rhynchospora fusca
- Rorippa amphibia
- Rumex aquaticus
- Rumex hydrolapathum
- Sagittaria sagittifolia
- Salix repens
- Sanguisorba officinalis
- Scheuchzeria palustris
- Schoenus ferrugineus
- Schoenus nigricans
- Scirpus cespitosus
- Scirpus hudsonianus
- Scirpus lacustris
- Scirpus pumilus
- Scirpus sylvaticus
- Scirpus triqueter
- Scorzonera humilis
- Scutellaria galericulata
- Selaginella selaginoides
- Selinum carvifolia
- Senecio aquaticus
- Senecio helenitis
- Senecio paludosus
- Serratula tinctoria
- Silaum silaus
- Sium latifolium
- Sparganium emersum
- Sparganium erectum
- Spiranthes aestivalis
- Stachys officinalis
- Stachys palustris
- Stellaria palustris
- Succisa pratensis
- Swertia perennis
- Tetragonolobus maritimus
- Teucrium scordium
- Thalictrum flavum
- Thalictrum simplex
- Tofieldia calyculata
- Tofieldia pusilla
- Trifolium spadiceum
- Triglochin palustris
- Trollius europaeus
- Typha angustifolia
- Typha latifolia
- Valeriana dioica
- Valeriana officinalis
- Viola palustris

## Ziel
In den vergangenen zweihundert Jahren wurden fast 90 Prozent der Moore in der Schweiz durch Trockenlegung, Torfabbau, Strassenbau und andere Massnahmen zerstört.
Ziel der Flachmoorverordnung sind der Schutz der Flachmoore von nationaler Bedeutung, die Erhaltung und Förderung der standortheimischen Pflanzen- und Tierwelt und ihrer ökologischen Grundlagen sowie die Erhaltung der geomorphologischen Eigenart. Die Gebiete sind offiziell ausgewiesene Schutzgebiete im Natur- und Landschaftsschutz.

## Schutz und Unterhalt
Verbunden mit diesem Ziel sind konkrete Schutz- und Unterhaltsmassnahmen. Unter anderem
- dürfen keine Bauten und Anlagen errichtet und keine Bodenveränderungen vorgenommen werden, insbesondere durch Entwässerungen, das Pflügen sowie das Ausbringen von Stoffen, mit Ausnahme von Bauten, Anlagen und Bodenveränderungen, die der Aufrechterhaltung des Schutzziels dienen.
- dürfen zur Aufrechterhaltung der bisherigen landwirtschaftlichen Nutzung nur solche Bauten und Anlagen errichtet und nur solche Bodenveränderungen vorgenommen werden, die dem Schutzziel nicht widersprechen.
- ist der Gebietswasserhaushalt zu erhalten und, soweit es der Moorregeneration dient, zu verbessern.
- muss die forstliche Bewirtschaftung auf das Schutzziel ausgerichtet sein.
- muss die Verbuschung verhindert und die typische Moorvegetation erhalten werden, sofern es erforderlich ist durch eine angepasste Bewirtschaftung.
- sorgen die Kantone dafür, dass bestehende Beeinträchtigungen von Objekten bei jeder sich bietenden Gelegenheit so weit als möglich rückgängig gemacht werden.

## Internationale Koordination

### Internationales Präfix
Die Europäische Umweltagentur (European Environment Agency) koordiniert die Daten der europäischen Mitglieder. Das Bundesinventar der Flachmoore von nationaler Bedeutung der Schweiz führt in der internationalen Datenbank den Code «CH02».

### IUCN-Kategorie
Die Flachmoore von nationaler Bedeutung in der Schweiz sind in der IUCN-Kategorie Ia registriert. Diese umfasst Reservate, die hauptsächlich zu Forschungszwecken und zum Schutz von Wildnisarealen geschützt sind. Primär dienen sie der Erhaltung der Biodiversität und als notwendige Referenzareale für die wissenschaftliche Arbeit und das Umweltmonitoring.

## Wirkungskontrolle

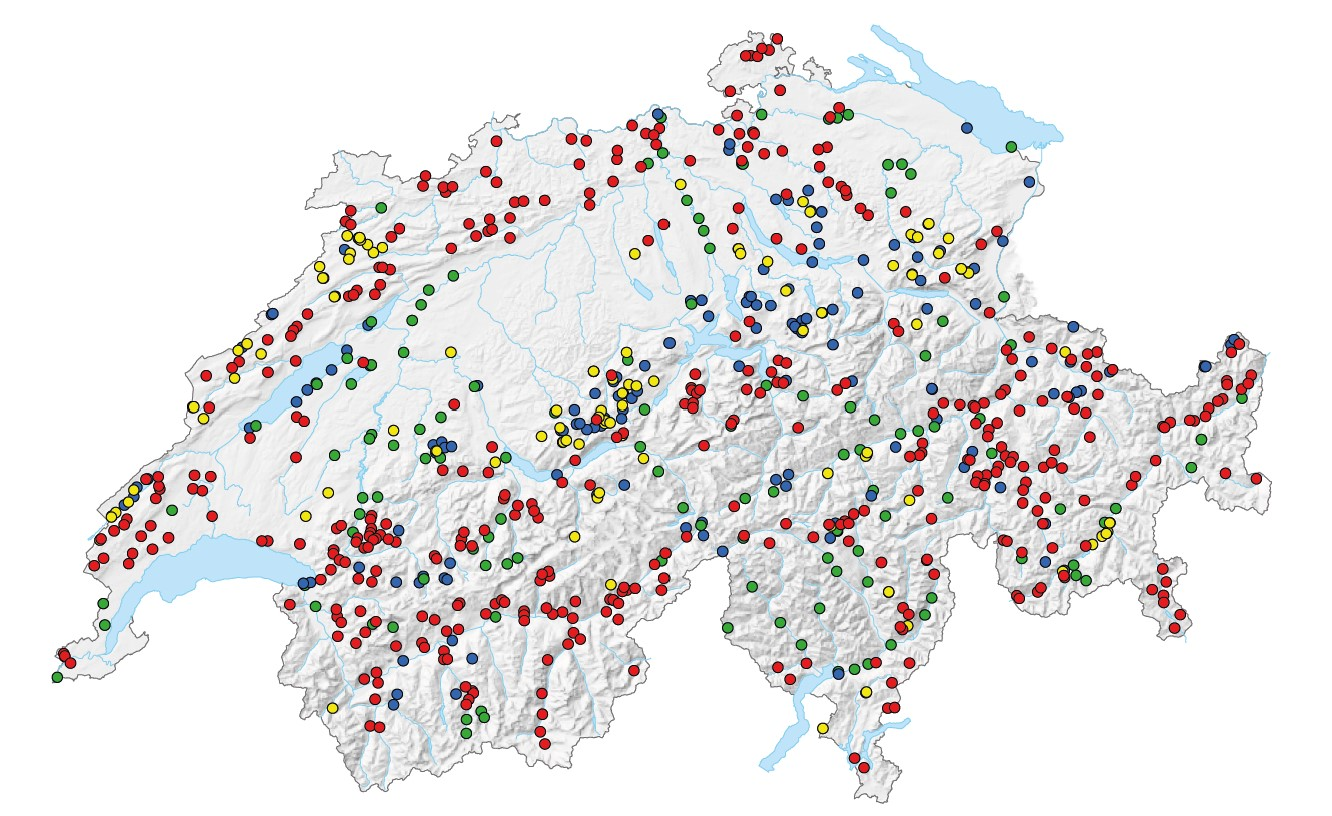
Verteilung der Stichprobenobjekte des Moduls Vegetation in den verschiedenen Biotopen von nationaler Bedeutung in der Schweiz. Blau: Flachmoore; gelb: Hochmoore; rot: Trockenwiesen und -weiden; grün: Auen.

Im Jahr 2010 startete das Bundesamt für Umwelt in Zusammenarbeit mit der Eidgenössischen Forschungsanstalt für Wald, Schnee und Landschaft (WSL) die Wirkungskontrolle Biotopschutz Schweiz (WBS). Zu den untersuchten Biotopen zählen die national bedeutenden Hoch- und Übergangsmoore, die Flachmoore, die Auengebiete, die Amphibienlaichgebiete und die Trockenwiesen und -weiden. Ziel der Kontrolluntersuchungen ist es, festzustellen, in welchem Ausmass die getroffenen Schutzmassnahmen sich auf die Entwicklung der Schutzgebiete auswirken. Aufgrund der Ergebnissen können damit die Schutzmassnahmen verbessert oder im Falle mangelnder Wirkung abgebrochen und durch wirkungsvollere ersetzt werden.
Die auf mehrere Jahre angelegten Langzeituntersuchungen werden mittels Luftbilder und floristischer und faunistischer Erhebungen im Feld durchgeführt. Die erste Untersuchung wurde 2017 abgeschlossen. Der Abschluss der zweiten ist für das Jahr 2023 geplant.
Erste Ergebnisse zeigen, dass Flachmoore trockener geworden sind. Die Bedeckung mit Gehölzen nahm zu, und der Anteil an typischen Moorarten ist gesunken. Insgesamt überwiegen die negativen Entwicklungen. Regional sind aber auch einzelne positive Veränderungen zu beobachten. So nahm der Anteil an Arten der Roten Liste in Hoch- und Flachmooren nicht mehr weiter zu.

## Geschichte
Das Inventar erhielt seine rechtliche Grundlage 1987 mit der Annahme der Volksinitiative «Für den Schutz der Moore – Rothenthurm-Initiative», die den Schutz der Moore in der Bundesverfassung verankerte, und mit der Revision des Bundesgesetzes über den Natur- und Landschaftsschutz vom 1. Februar 1988. Mit der letztgenannten Massnahme legte der Bund die Biotope von nationaler Bedeutung fest, und zwischen 1987 und 1990 erarbeitete eine Arbeitsgruppe im Auftrag des Eidgenössischen Departements des Innern ein wissenschaftliches Inventar der Moore. Die Liste wurde erstmals am 1. Oktober 1994 in der Verordnung über den Schutz der Moore von nationaler Bedeutung veröffentlicht, zunächst mit 728 Objekten. 1997 kamen 364 Objekte hinzu und 1998 weitere 71 Objekte. Revisionen der Objekte fanden 2001, 2004, 2007, 2017 und 2021 statt.

## Herkunft der Daten
Die Aufstellung entspricht der Liste im Anhang 1 zur Flachmoorverordnung des Bundes vom 7. September 1994, die am 1. Oktober 1994 in Kraft trat und zuletzt am 12. Mai 2021 aktualisiert wurde. Von dort stammen die Nummer des Objekts, die Angabe zur Fläche inklusive umliegender Pufferzonen, die Angabe zur Standortgemeinde und zum Jahr der Ausweisung, der Link zu Swisstopo und die mittels der Schweizer Landeskoordinaten errechneten Geokoordinaten. Von der Common Database on Designated Areas der Europäischen Umweltagentur (EEA) stammt der CDDA-Sitecode mit dem Link zu deren Karte auf der Plattform der World Database on Protected Areas (WDPA).
Die Listen sind kantonsweise gebündelt und folgen in alphabetischer Reihenfolge.

## Liste der Flachmoore nach Kanton (in alfabetischer Reihenfolge)
| Kanton                 | Link zur kantonalen Liste der Flachmoore von nationaler Bedeutung    |
| ---------------------- | -------------------------------------------------------------------- |
| Aargau                 | Flachmoore von nationaler Bedeutung im Kanton Aargau                 |
| Appenzell Ausserrhoden | Flachmoore von nationaler Bedeutung im Kanton Appenzell Ausserrhoden |
| Appenzell Innerrhoden  | Flachmoore von nationaler Bedeutung im Kanton Appenzell Innerrhoden  |
| Basel-Landschaft       | Der Kanton Basel-Landschaft hat keine Objekte ausgewiesen            |
| Basel-Stadt            | Der Kanton Basel-Stadt hat keine Objekte ausgewiesen                 |
| Bern                   | Flachmoore von nationaler Bedeutung im Kanton Bern                   |
| Freiburg               | Flachmoore von nationaler Bedeutung im Kanton Freiburg               |
| Genf                   | Flachmoore von nationaler Bedeutung im Kanton Genf                   |
| Glarus                 | Flachmoore von nationaler Bedeutung im Kanton Glarus                 |
| Graubünden             | Flachmoore von nationaler Bedeutung im Kanton Graubünden             |
| Jura                   | Flachmoore von nationaler Bedeutung im Kanton Jura                   |
| Luzern                 | Flachmoore von nationaler Bedeutung im Kanton Luzern                 |
| Neuenburg              | Flachmoore von nationaler Bedeutung im Kanton Neuenburg              |
| Nidwalden              | Flachmoore von nationaler Bedeutung im Kanton Nidwalden              |
| Obwalden               | Flachmoore von nationaler Bedeutung im Kanton Obwalden               |
| Schaffhausen           | Flachmoore von nationaler Bedeutung im Kanton Schaffhausen           |
| Schwyz                 | Flachmoore von nationaler Bedeutung im Kanton Schwyz                 |
| Solothurn              | Flachmoore von nationaler Bedeutung im Kanton Solothurn              |
| St. Gallen             | Flachmoore von nationaler Bedeutung im Kanton St. Gallen             |
| Tessin                 | Flachmoore von nationaler Bedeutung im Kanton Tessin                 |
| Thurgau                | Flachmoore von nationaler Bedeutung im Kanton Thurgau                |
| Uri                    | Flachmoore von nationaler Bedeutung im Kanton Uri                    |
| Waadt                  | Flachmoore von nationaler Bedeutung im Kanton Waadt                  |
| Wallis                 | Flachmoore von nationaler Bedeutung im Kanton Wallis                 |
| Zug                    | Flachmoore von nationaler Bedeutung im Kanton Zug                    |
| Zürich                 | Flachmoore von nationaler Bedeutung im Kanton Zürich                 |

## Inventar und Schutz der Schweizer Flachmoore
Moore sind Überreste der ursprünglichen Natur- und Kulturlandschaft. Sie sind stark im Rückgang begriffen. Sie beherbergen hochangepasste Lebensgemeinschaften von Pflanzen und Tieren mit einer grossen Zahl gefährdeter Tier- und Pflanzenarten.
Moore erbringen sehr wichtige Ökosystemleistungen, die gern übersehen werden: Sie bilden den Lebensraum für zahlreiche Pflanzen- und Tierarten, welche die Feuchtigkeit lieben. Sie reinigen das durchfliessende Wasser. Sie können dank ihrer enormen Wasserspeicherkapazität Hochwasserspitzen brechen, und sie speichern organischen Kohlenstoff. Daher sind sie klimarelevant. In den vergangenen zweihundert Jahren wurden fast 90 Prozent der Moore in der Schweiz zerstört.
Heute stehen 1335 Flachmoore von nationaler Bedeutung unter Schutz. Für die meisten Flachmoore ist eine extensive landwirtschaftliche Nutzung erforderlich. Die Regelung zur Nutzung der Flachmoore erfolgt meistens mittels Vereinbarungen mit dem Bewirtschafter. Mindererträge und ökologische Leistungen werden finanziell abgegolten.
Moore stellen Rückzugsgebiete für viele seltene Tier- und Pflanzenarten dar, die man an anderen Standorten kaum findet. Libellen, Heuschrecken und Schmetterlinge, die Sibirische Schwertlilie und viele Orchideenarten sind auf diese Lebensräume angewiesen. In diesen Gebieten brüten auch seltene Vögel wie der Kiebitz und die Bekassine. Viele Wasser- und Watvögel finden in den hiesigen Flachmooren Erholung auf ihren halbjährlichen Zügen nach Süd und Nord. Die Wanderung zwecks Fortpflanzung ist für viele Amphibien tödlich, weil sie vom Strassenverkehr überfahren werden. Das ist einer der Gründe dafür, dass die Erdkröte und der Laubfrosch selten geworden sind.